# Jadwiga Jankowska-Cieślak
Jadwiga Aleksandra Jankowska-Cieślak est une actrice polonaise née le 15 février 1951 à Gdańsk (république populaire de Pologne) et morte le 15 avril 2025.
Elle remporte le prix  d'interprétation féminine au Festival de Cannes 1982 pour le rôle de Éva Szalánczky, dans Un autre regard (Egymásra nézve) de Károly Makk.

## Biographie

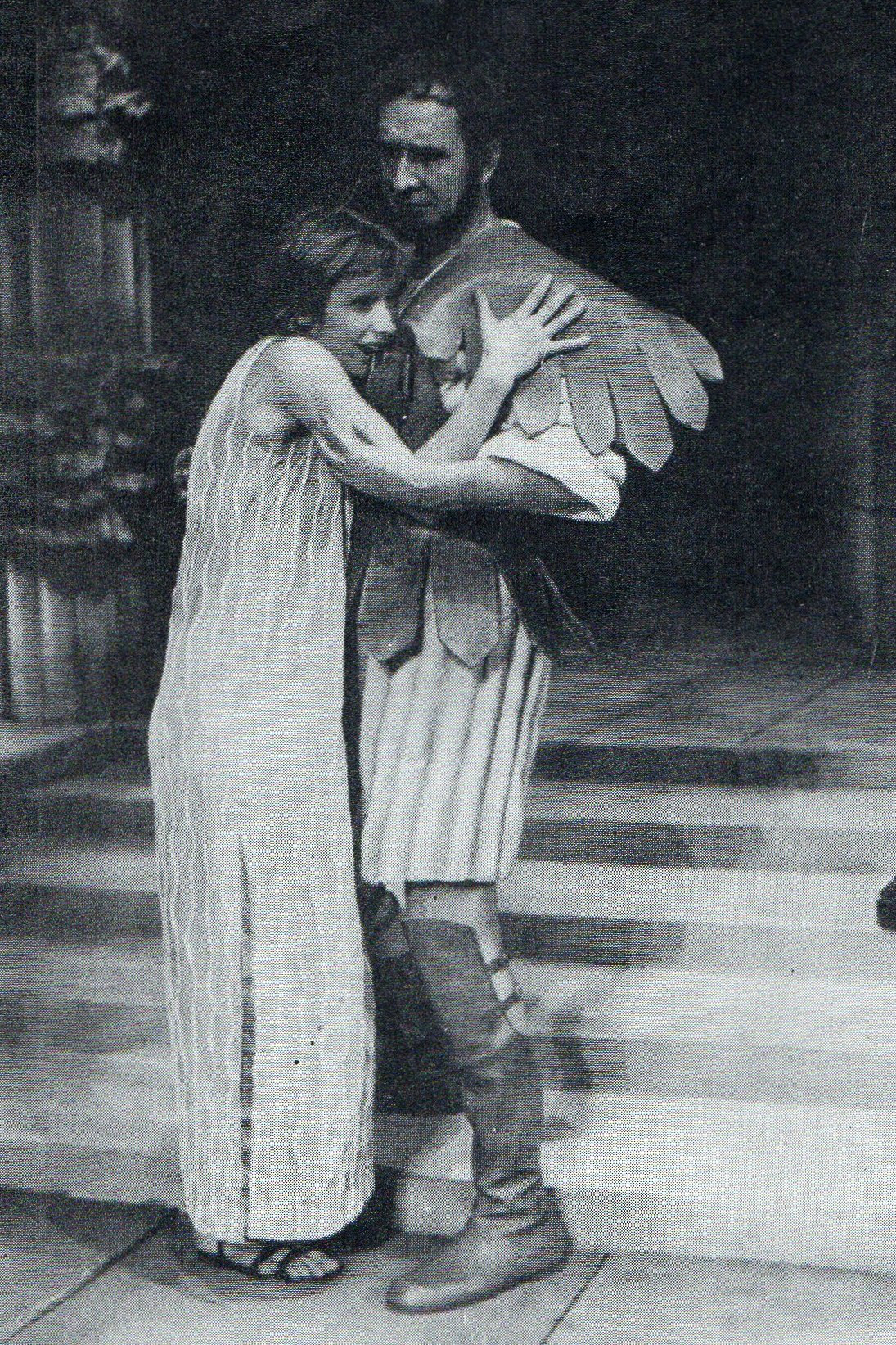
Jadwiga Jankowska-Cieślak dans Électre en 1973.

## Filmographie

### Cinéma
- 1972 : Trzeba zabić tę miłość : Magda
- 1974 : Nagrody i odznaczenia : l'infirmière Krystina
- 1975 : De nulle part à nulle part (Znikąd do nikąd) : l'enseignante Marta
- 1977 : Madame Bovary, c’est moi (Pani Bovary to ja) : Anna
- 1977 : Sam na sam : Ania Sarnecka
- 1978 : Exit 7 : la fille polonaise
- 1980 : Wysokie loty
- 1982 : Un autre regard (Egymásra nézve) de Károly Makk : Éva Szalánczky
- 1983 : Stan wewnetrzny : Agata
- 1986 : Hülyeség nem akadály : Irén
- 1986 : Bientôt arriveront les frères (Wkrótce nadejdą bracia) : Ada
- 1987 : Inna wyspa : Marta Kucharska
- 1987 : Maskarada : Zosia
- 1988 : Zabij mnie, glino : Jadwiga, épouse de Malika
- 1989 : Sztuka kochania : Dorota Zabiellowa
- 1989 : L'Espoir aux trousses (300 mil do nieba) de Maciej Dejczer : la mère
- 1992 : L'Anneau de crin (Pierscionek z orlem w koronie) de Andrzej Wajda : Choińska
- 1996 : Doux-amer (Słodko gorzki) : l'enseignante des mathématiques
- 1997 : Wezwanie : Barbara Makowska-Witkowska
- 2000 : Szczęśliwy człowiek : Maria Sosnowska
- 2005 : Pitbull : le docteur
- 2005 : Kochankowie z Marony : Gulbinska
- 2005 : Gulbinska : grand-mère (segment "Warsaw")
- 2005 : La femme de Józef : la femme de Józef
- 2006 : Kochankowie z Marony de Izabella Cywińska : Gulbińska
- 2008 : Scratch (Rysa) de Michał Rosa : Joanna Kocjan
- 2009 : Tatarak de Andrzej Wajda : l'amie de Marta
- 2009 : Demakijaz : la gouvernante
- 2017 : Mission trésor (Tarapaty) de Marta Karwowska  : Skinny
- 2018 : Pitbull. Ostatni pies : la pathologiste

### Télévision
- 2019 : Kidnapping : mère Apolonia